# 大佐倉站

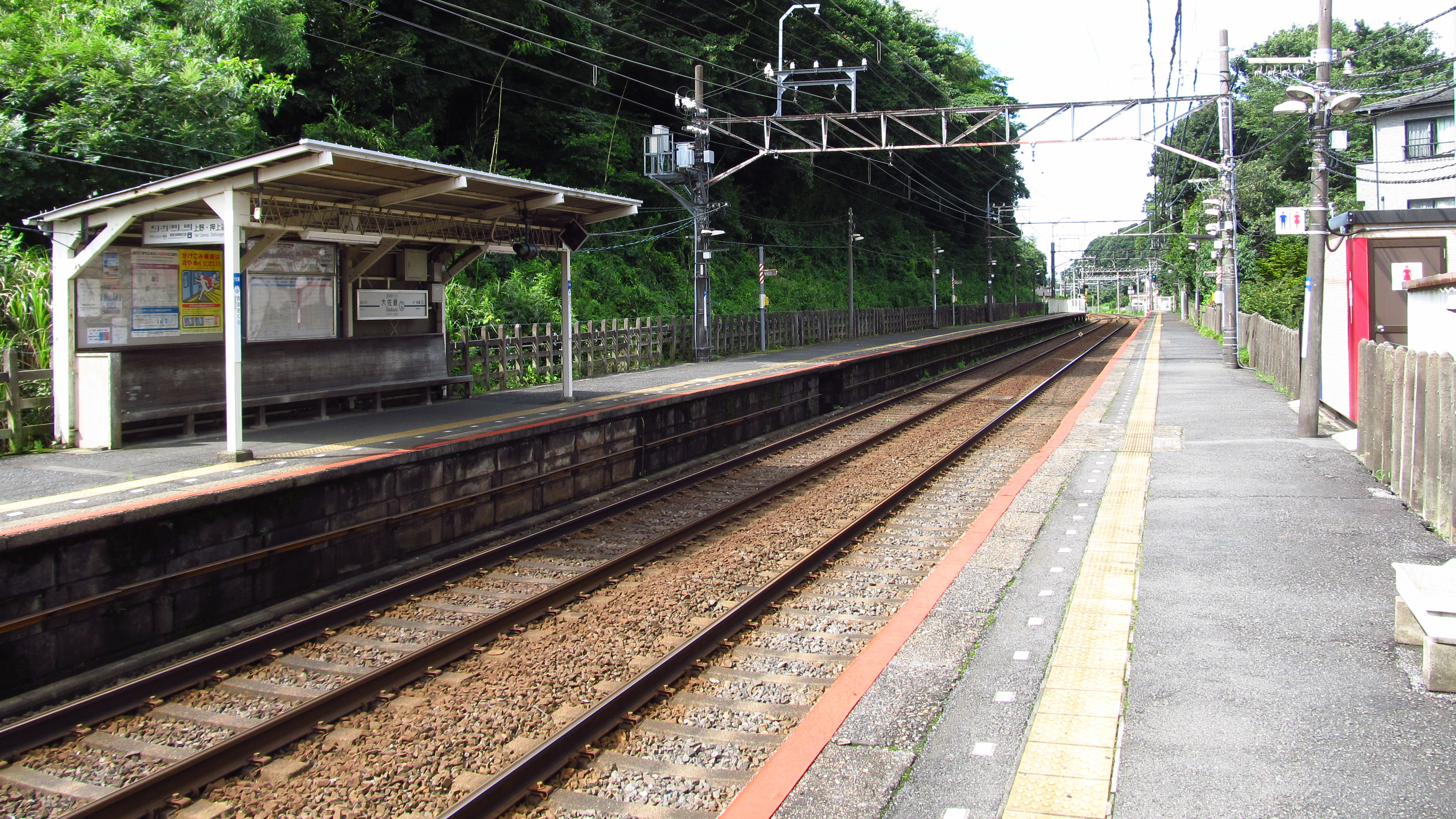
月台（2020年7月）

大佐倉站（日语：／ Ōsakura eki */?）是一個位於千葉縣佐倉市大佐倉，屬於京成電鐵本線的鐵路車站。車站編號是KS36。
地名念作「おおざくら」，但站名念作「おおさくらえき」。

## 年表
- 1926年（大正15年）12月9日 - 車站啟用。

## 車站構造
本站是相對式月台2面2線地面車站（京成佐倉站管理）。本站沒有站房，下行線（成田機場方向）月台有小型事務室，一旁有自動售票機、自動驗票閘門。無站前廣場。上行線（京成上野方向）月台有站內平交道通往下行線月台。下行線月台有廁所。
自動驗票閘門是在2000年代初期導入。站名標在2017年更新成最新設計（四語對應）。現在晚上十點後沒有站員，可透過對講機與站員聯繫。
| 月台 | 路線     | 方向 | 目的地                                     |
| ---- | -------- | ---- | ------------------------------------------ |
| 1    | 京成本線 | 下行 | 日暮里、上野、押上、 淺草線、 京急本線方向 |
| 2    | 京成本線 | 上行 | 成田機場、東成田方向                       |

## 使用情況
2016年度一日平均上下車人次為381人。京成線內全部69個車站當中最低。
近年1日平均上下、上車人次的推移如下表。
| 年度               | 1日平均 上下車人次 | 1日平均 上車人次 |
| ------------------ | ------------------ | ---------------- |
| 1976年（昭和51年） |                    | 459              |
| 1977年（昭和52年） |                    | 465              |
| 1978年（昭和53年） |                    | 452              |
| 1984年（昭和59年） |                    | 433              |
| 1985年（昭和60年） |                    | 413              |
| 1988年（昭和63年） |                    | 386              |
| 1998年（平成10年） |                    | 312              |
| 1999年（平成11年） |                    | 294              |
| 2000年（平成12年） |                    | 280              |
| 2001年（平成13年） |                    | 263              |
| 2002年（平成14年） |                    | 251              |
| 2003年（平成15年） | 515                | 243              |
| 2004年（平成16年） | 536                | 247              |
| 2005年（平成17年） | 511                | 236              |
| 2006年（平成18年） | 490                | 223              |
| 2007年（平成19年） | 488                | 227              |
| 2008年（平成20年） | 465                | 217              |
| 2009年（平成21年） | 470                | 223              |
| 2010年（平成22年） | 435                | 205              |
| 2011年（平成23年） | 423                | 200              |
| 2012年（平成24年） | 424                | 200              |
| 2013年（平成25年） | 418                | 197              |
| 2014年（平成26年） | 408                |                  |
| 2015年（平成27年） | 405                |                  |
| 2016年（平成28年） | 381                |                  |

## 車站周邊

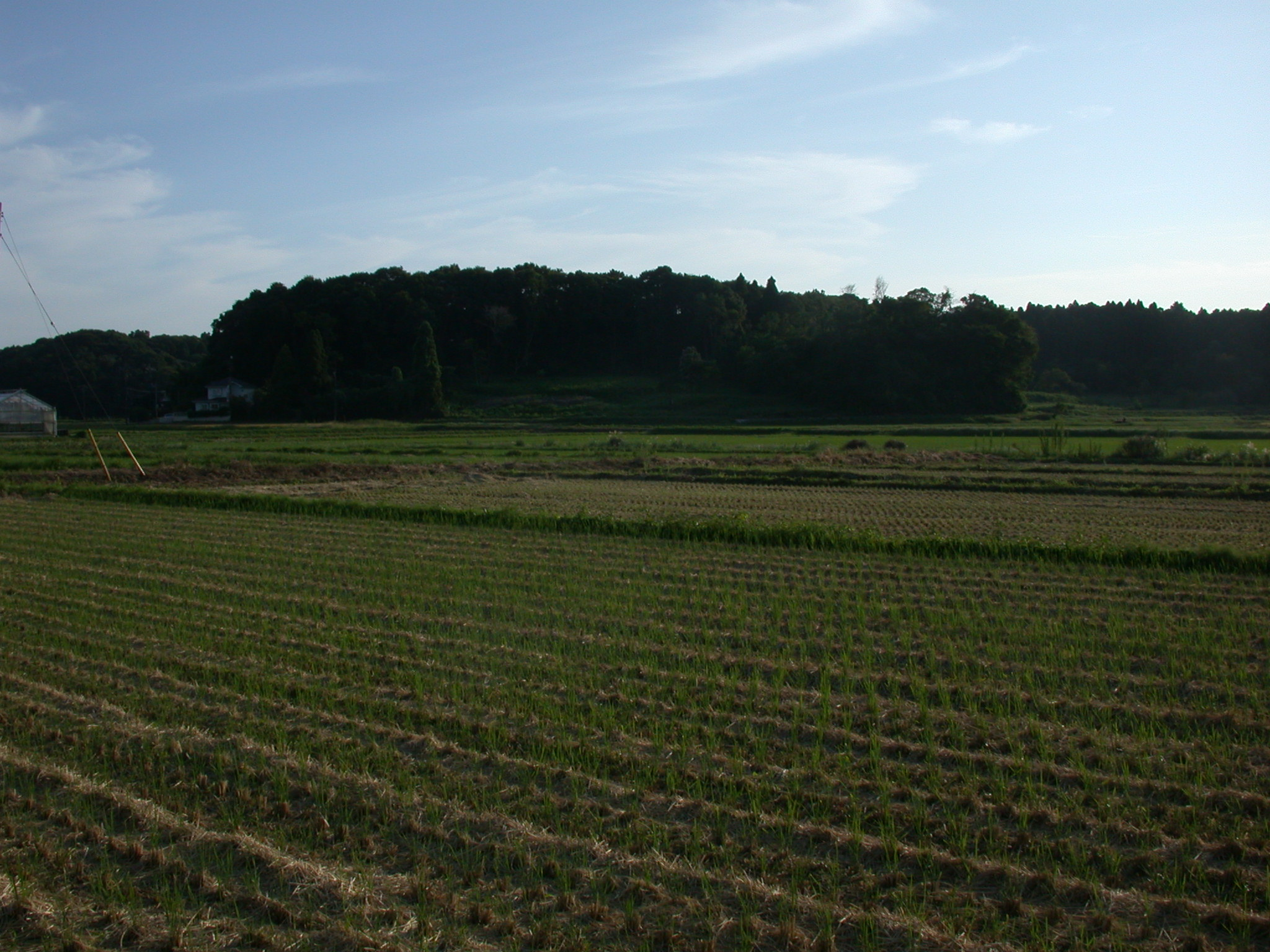
本佐倉城跡

站前北口有個人商店，南口有可容納100台左右的腳踏車停車場，其他多是未開發的林地。2010年代以後，車站周邊地處台地，是15世紀千葉氏後期居城本佐倉城所在地，現在可見許多社寺。
周邊聚落的將門町、大佐倉合計有300戶左右。往北數百公尺是廣大的印旛沼的乾拓農地。西側有高爾夫球場「佐倉鄉村俱樂部」與佐倉市立佐倉東小學校，東南方窪地有酒酒井町本佐倉的根古谷聚落（數十戶）。
- 本佐倉城跡（國家指定史跡）
- 勝胤寺中世石塔群（佐倉市指定史跡）
- 將門山大明神鳥居（佐倉市指定有形文化財）

## 相鄰車站
京成電鐵
 本線
■快速特急
通過
■特急、■通勤特急、■快速、■普通
京成佐倉（KS35）－大佐倉（KS36）－京成酒酒井（KS37）

## 外部連結
- 大佐倉｜電車與車站資訊｜京成電鐵
- 大佐倉站PDF - 京成電鐵